# Peter W. Svendsen
 Der er for få eller ingen kildehenvisninger i denne artikel, hvilket er et problem. Du kan hjælpe ved at angive troværdige kilder til de påstande, som fremføres i artiklen.

Peter W. Svendsen (født 28. oktober 1943 i Ringsted) er en dansk lærer, kulturaktivist m.v. 
Han har især gjort sig bemærket i Aalborg. hvor han har været aktiv i Aalborg Netavis, i Café Victorias Kulturfond, i byens alternative biografiljø (Biografen i Nørresundby), på Jomfru Ane Teatret, som han ledede i firserne, og i andre kulturpolitiske sammenhænge. Sideløbende har han fungeret som lærer for udviklingshæmmede. Efter 2000 er han aktiv i SF ligesom han sidder som Aalborg Byråds repræsentant i Teater Nordkrafts bestyrelse. I en periode var han redaktør af Nibe og Omegns Folkeblad, et internetmagasin som forholdt sig kritisk til lokale politiske, kulturelle og miljømæssige forhold.